# Eulalia parva
Eulalia parva är en ringmaskart som beskrevs av de Saint Joseph 1898. Eulalia parva ingår i släktet Eulalia och familjen Phyllodocidae. Inga underarter finns listade i Catalogue of Life.